# れぶん型巡視船
れぶん型巡視船（英語: Rebun-class patrol vessel）は、海上保安庁が運用していた巡視船の船級。分類上はPM型、公称船型は450トン型。

## 来歴
海上保安庁は、創設翌年の昭和24年（1949年）度より船艇の新規建造に着手しており、このなかには450トン型巡視船（あわじ型）3隻が含まれていた。しかし同型を含む同年度計画船の多くは、当初は独自の設計を予定して具体的な検討まで行なわれていたにもかかわらず、連合国軍最高司令官総司令部（GHQ/SCAP）からの指示によってアメリカ沿岸警備隊の保有船艇をベースとするよう変更された結果、建造計画が混乱した上に、海保の実業務でも使いづらいという結果になっていた。
このことから、翌昭和25年（1950年）度での建造分は、24年度計画船をもとにした改設計型に移行することになった。これによって建造されたのが本型である。

## 設計

### 船体
上記の経緯より、本型は、あわじ型をもとにした小改正型として設計された。あわじ型では、GHQ/SCAP参謀第2部（G-2）からの要望に従い、水路および航路標識業務にも従事できる汎用型として設計されていたのに対して、本型では警備救難業務を優先するように改正され、設標・測量用のデリックや船倉は廃止された。また大きな性能・艤装などの変更なく兵装を行えるよう、設計上の配慮がなされた。
あわじ型では船体重量が計画値を超過したために乾舷が減少し、復原性能の低下につながっていたことから、本型ではその是正も図られた。船体構造においては電気溶接工法を大規模に導入したほか、板厚についても規定の許容限度の薄板を採用することで、重量軽減・重心降下に努めた。建造は、船底7個、船側（片舷）9個、上甲板7個、上部構造物2個のブロックに分けてのブロック工法が計画されたが、当時、日本において本型のように広範に溶接構造を採用した例はほとんどなく、各造船所とも非常な苦心を払っての工作となった。各社で異なる建造方法が採用され、結果として上甲板および外板に歪の発生したものもあったが、本型および270トン型の建造経験は、造船各社の溶接工作法の進歩に寄与したものと考えられている。
また艤装においても、木甲板や室内の木製家具など木製の艤装を原則全廃したが、これは建造初期の段階での朝鮮戦争の勃発を受けた防火対策としての面もあった。同様の観点から、諸室仕切り壁は薄鋼板製、内張りはガラスウールとされた。内部塗料も耐火塗料となり、倉庫にジンケート、その他のところにはニップが使用された。
これらの施策により、船体寸法はあわじ型と同じであるにもかかわらず、常備排水量は同型より47トン少なくなり、復原性能の改善につながった。ただし動揺性能および居住性は低下し、特に防火対策の観点で実施された木製家具などの廃止については、乗員からの不評を受けた。一般配置に関しては、上部構造物の縮小に伴って上甲板にあった士官室・蓄電池室を下甲板に移し、スペース確保のため取調室は廃止された。科員室は、衛生と船内規律の点から、寝室と食堂を各々独立させた。

### 機関
機関部は基本的にあわじ型と同様だが、多数を同時に建造することになったため、主機と発電機（原動機）はそれぞれ3つの型式が使用された。ただしこのうち、「げんかい」などで搭載された三菱横浜MAN G6V37/50型機関においては、主機架構の腐蝕の問題が生じた。
電源においては、あわじ型では停泊時運転のための補助発電機が装備されていたが、実際には容量に余裕があったためにこれを廃止して、直流225ボルト・出力60キロワットの発電機2基のみの構成とした。また交流電源の強化を図った。

## 装備
本型ではレーダーの搭載を想定して所要のスペースと電源の配慮がなされており、「おき」は新造巡視船のレーダー装備第一号となった。
なお建造当時、極東委員会の意向を受けたGHQ/SCAP民政局の指示によって、海上保安庁の巡視船は排水量1,500トン以下、最大速力15ノット以下、兵装は小火器のみに制限されており、これは本型にも適用されていた。このため本型は非武装で就役したが、その後制限が緩和され、昭和28年度以降兵装の供与を受けたことから、順次に3インチ単装緩射砲と20mm単装機銃各1基を搭載した。またこのほかにも、搭載艇用ダビットの位置・型式の変更、後檣の新設などの改装が施された。

## 同型船一覧
本型はまず6隻が建造されたのち、朝鮮戦争勃発を受けて1950年7月8日に発せられたマッカーサー書簡によって、さらに8隻が追加発注されたが、昭和25年度第2次追加計画での建造分は、さらに発展させた改450トン型（ちふり型）に移行することとなった。その後、昭和53年度補正計画よりしれとこ型（1000トン型）などによって更新され、運用を終了した。
| 計画年度            | #     | 船名       | 造船所             | 竣工          | 解役           |
| ------------------- | ----- | ---------- | ------------------ | ------------- | -------------- |
| 昭和25年度          | PM-04 | れぶん     | 日立造船桜島工場   | 1951年2月28日 | 1979年10月16日 |
| 昭和25年度          | PM-05 | いき       | 日立造船桜島工場   | 1951年3月31日 | 1979年7月6日   |
| 昭和25年度          | PM-06 | おき       | 三井造船玉野事業所 | 1951年2月19日 | 1979年10月15日 |
| 昭和25年度          | PM-07 | げんかい   | 三井造船玉野事業所 | 1951年3月17日 | 1979年1月27日  |
| 昭和25年度          | PM-08 | はちじよう | 三菱重工神戸造船所 | 1951年3月6日  | 1979年9月26日  |
| 昭和25年度          | PM-09 | あまくさ   | 三菱重工神戸造船所 | 1951年3月8日  | 1980年1月28日  |
| 昭和25年度第1次追加 | PM-10 | おくしり   | 日立造船向島工場   | 1951年6月27日 | 1980年2月8日   |
| 昭和25年度第1次追加 | PM-11 | くさかき   | 日立造船向島工場   | 1951年7月31日 | 1979年12月27日 |
| 昭和25年度第1次追加 | PM-12 | りしり     | 藤永田造船所       | 1951年6月30日 | 1979年8月10日  |
| 昭和25年度第1次追加 | PM-13 | のと       | 藤永田造船所       | 1951年8月25日 | 1979年10月29日 |
| 昭和25年度第1次追加 | PM-14 | へくら     | 播磨造船           | 1951年6月30日 | 1979年8月24日  |
| 昭和25年度第1次追加 | PM-15 | みくら     | 播磨造船           | 1951年7月19日 | 1979年10月29日 |
| 昭和25年度第1次追加 | PM-16 | こしき     | 三菱重工広島造船所 | 1951年8月31日 | 1979年12月24日 |
| 昭和25年度第1次追加 | PM-17 | ひらど     | 三菱重工広島造船所 | 1951年9月4日  | 1980年12月25日 |

## 登場作品
『フランケンシュタインの怪獣 サンダ対ガイラ』
「げんかい」が登場。ガイラによって沈められた、漁船「第三海神丸」の調査を行う。